# Terauchi Masatake
Det här är en artikel om en person med japanskt personnamn; Terauchi är familjenamnet.
Terauchi Masatake, född 5 februari 1852, död 3 november 1919, var en japansk greve, politiker och militär.
Terauchi blev efter en karriär som officer och arméorganisatör 1901 krigsminister och fungerade som sådan under rysk-japanska kriget. Han sändes efter Itos död 1909 som
generalguvernör till det i kriget förvärvade
Korea och ägnade sig där åt att konsolidera det japanska styret samt att bygga upp den kolonin ekonomiskt.
Därifrån kallades han oktober 1916 till premiärminister och innehade denna befattning till september 1918, då hans kabinett, som rönte växande opposition i samband med expeditionen till Amurområdet och Sibirien samt de omfattande oroligheter risnöden i landet framkallat, nödgades avgå, sedan de risoroligheterna undertryckts.
På grund av sin betydelsefulla verksamhet för den japanska arméns modernisering har Terauchi ibland liknats vid Albrecht von Roon, och inom politiken företrädde han en konservativa politik, som i praktiken negligerade parlamentarismen och främst stött sig på kejsarmakten och "de äldre statsmännens råd" (genrō).